# Erythroxylum reticulatum
Erythroxylum reticulatum är en tvåhjärtbladig växtart som beskrevs av Northrop. Erythroxylum reticulatum ingår i släktet Erythroxylum och familjen Erythroxylaceae. Inga underarter finns listade i Catalogue of Life.